# Price Tag
Price Tag ist ein Lied der britischen Sängerin und Rapperin Jessie J, das sie im Duett mit dem Rapper B.o.B vorträgt. Das Lied wurde am 28. Januar 2011 im Vereinigten Königreich als Single veröffentlicht; es erschien auf ihrem Debütalbum Who You Are. Geschrieben wurde es von Jessie J, Claude Kelly, B.o.B und Dr. Luke. Letzterer fungierte außerdem als Produzent.

## Komposition

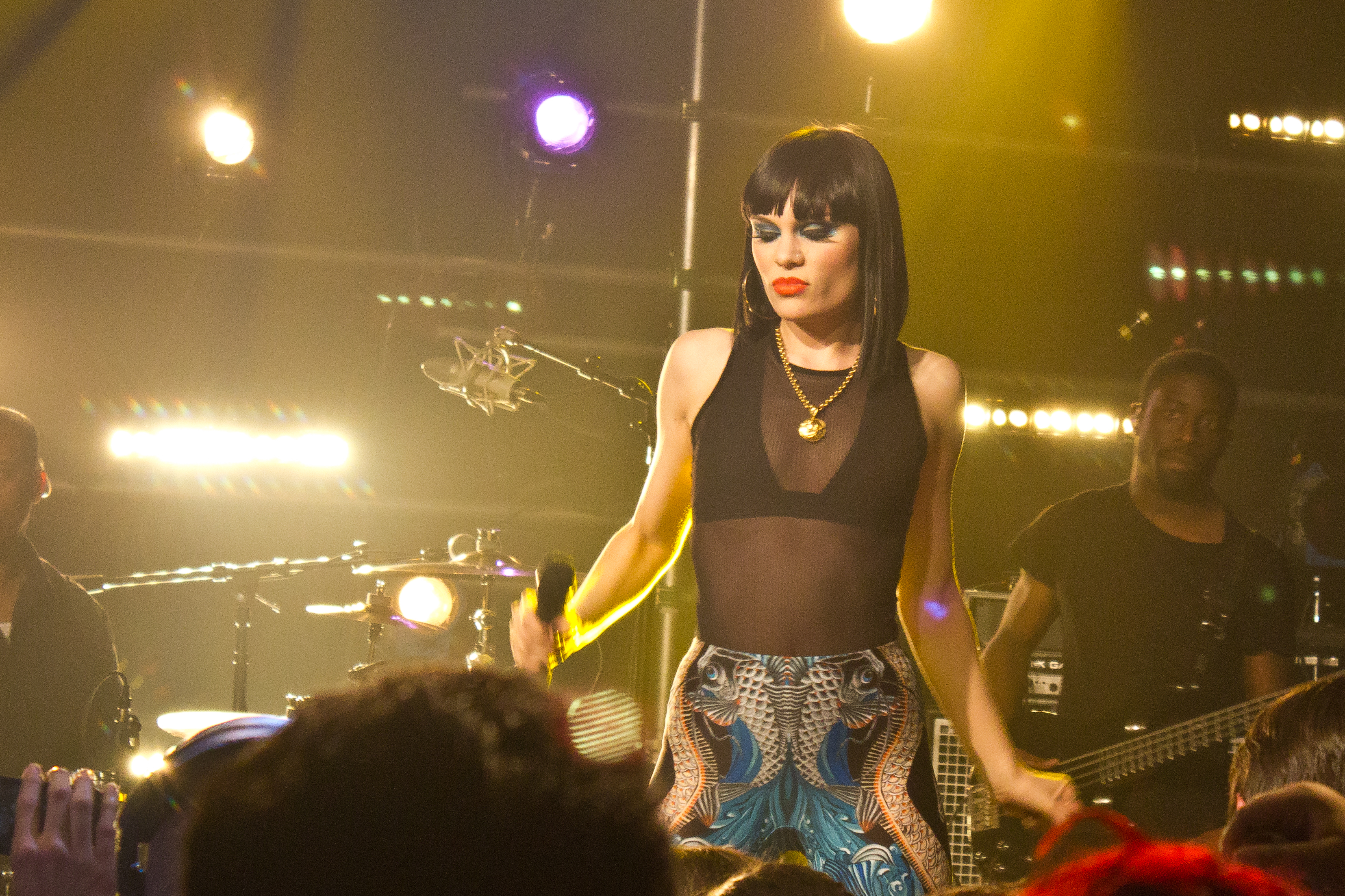
Jessie J singt Price Tag auf einem Konzert in New York City 2011.

Price Tag ist ein Lied im Up tempo („Gute-Laune-Titel“), beeinflusst durch Reggae, Hip-Hop, Jessies kraftvollen Gesang und Rap. Die Melodie wird von Akustik-Gitarren und Backbeats begleitet.
Die Botschaft, die der Text vermittelt, lautet, dass Geld nicht das Wichtigste auf der Welt sei.

## Liveauftritte
In der BBC-Sendung Later with Jools Holland präsentierte Jessie J eine Akustik-Version des Liedes. Price Tag wurde auch am 18. Januar 2011 in London im Scala Club gespielt, gemeinsam mit dem britischen Rapper Devlin, der B.o.Bs Part übernahm. Einige Tage später gab es Jessie in einem New Yorker Club zum Besten. Am 12. März sang Jessie J Price Tag mit B.o.B in der Saturday Night Live Show in New York City – ihr erster Auftritt im amerikanischen TV. Am 4. Juni bot sie bei Schlag den Raab eine Performance dar. In der Sendung Wetten, dass..? war sie am 8. Oktober Talkgast, nachdem sie zuvor Price Tag gesungen hatte.

## Kritiken
Popjustice lobte das Lied und beschrieb es als das „bislang beste Werk 2011“, das „ihr magisches Talent“ zeige. James Wells lobte das Lied und sagte: „Es zeigt die typische Jessie J.“ Nick Levine von Digital Spy verglich das Lied mit Miley Cyrus’ Party in the U.S.A. (2009), welches von Jessie J mitgeschrieben wurde. Er bewertete den Song mit fünf von fünf möglichen Sternen.

## Kommerzieller Erfolg

### Chartplatzierungen
Die Single debütierte am 4. Februar 2011 auf Platz 12 der irischen Charts. Am 6. Februar 2011 bedeuteten 84.000 verkaufte Exemplare in der ersten Woche Platz 1 in Großbritannien. Damit erlangte Jessie J ihre erste Nummer-eins-Position. Für B.o.B war Price Tag der dritte Nummer-eins-Hit in den britischen Charts. In Neuseeland stieg Price Tag direkt auf Platz 1 ein und verweilte dort zwei Wochen. In der Schweizer Hitparade wurde Price Tag im April 2011 Jessies erster Top-Ten-Erfolg und erreichte Platz 7. In Deutschland konnte sie mit Platz 3 ebenfalls einen Top-Ten-Hit landen.
| ChartsChartplatzierungen       | Höchstplatzierung | Wochen |
| ------------------------------ | ----------------- | ------ |
| Deutschland (GfK)              | 3 (31 Wo.)        | 31     |
| Österreich (Ö3)                | 11 (23 Wo.)       | 23     |
| Schweiz (IFPI)                 | 7 (36 Wo.)        | 36     |
| Vereinigte Staaten (Billboard) | 23 (20 Wo.)       | 20     |
| Vereinigtes Königreich (OCC)   | 1 (71 Wo.)        | 71     |

| ChartsJahrescharts (2011)      | Platzierung |
| ------------------------------ | ----------- |
| Deutschland (GfK)              | 35          |
| Österreich (Ö3)                | 70          |
| Schweiz (IFPI)                 | 24          |
| Vereinigte Staaten (Billboard) | 93          |
| Vereinigtes Königreich (OCC)   | 4           |

### Auszeichnungen für Musikverkäufe
| Land/Region                  | Auszeichnungen für Musikverkäufe (Land/Region, Auszeichnung, Verkäufe) | Verkäufe  |
| ---------------------------- | ---------------------------------------------------------------------- | --------- |
| Australien (ARIA)            | 8× Platin                                                              | 560.000   |
| Belgien (BRMA)               | Gold                                                                   | 15.000    |
| Brasilien (PMB)              | 2× Diamant                                                             | 500.000   |
| Dänemark (IFPI)              | Platin                                                                 | 90.000    |
| Deutschland (BVMI)           | 3× Gold                                                                | 450.000   |
| Frankreich (SNEP)            | —                                                                      | 130.200   |
| Italien (FIMI)               | Platin                                                                 | 30.000    |
| Neuseeland (RMNZ)            | 3× Platin                                                              | 45.000    |
| Schweden (IFPI)              | 2× Platin                                                              | 80.000    |
| Schweiz (IFPI)               | Platin                                                                 | 30.000    |
| Spanien (Promusicae)         | Platin                                                                 | 60.000    |
| Vereinigte Staaten (RIAA)    | 4× Platin                                                              | 4.000.000 |
| Vereinigtes Königreich (BPI) | 3× Platin                                                              | 1.800.000 |
| Insgesamt                    | 2× Gold · 25× Platin · 2× Diamant ·                                    | 7.790.200 |

Hauptartikel: Jessie J/Auszeichnungen für Musikverkäufe

## Coverversionen
- 2011: Maddi Jane
- 2011: Cimorelli
- 2013: Band of Voices
- 2020: Lia (von Itzy)